# Friedrich von Thun und Hohenstein

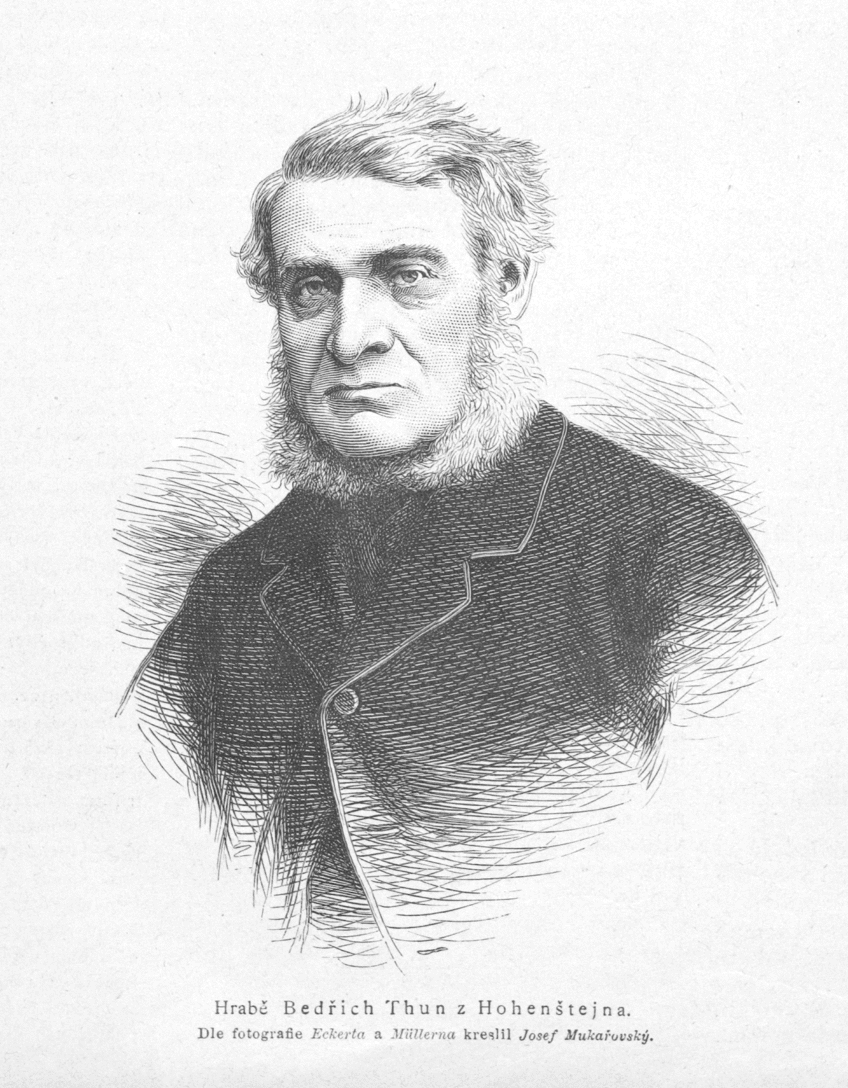
Friedrich von Thun und Hohenstein.

Friedrich Franz Joseph Michael von Thun und Hohenstein, född den 8 maj 1810 i Tetschen, död där den 24 september 1881, var en österrikisk greve och diplomat.
von Thun und Hohenstein var bland annat envoyé i Stockholm 1847–1849.
Friedrich von Thun und Hohenstein var dotterson till Alois Friedrich von Brühl, bror till Leo  von Thun und Hohenstein och far till Franz Anton von Thun und Hohenstein.